# Светско првенство у пливању 2019 — 800 м слободно за мушкарце
Такмичење у пливању у дисциплини 800 метара слободним стилом за мушкарце на Светском првенству у пливању 2019. одржано је 23. јула (квалификације) и 24. јула (финале) као једна од дисциплина Светског првенства у воденим спортовима. Трке су се одржавале у базену Универзитетског спортског центра Намбу у јужнокорејском граду Квангџуу.
За трке у овој дисциплини било је пријављено 38 такмичара из 33 земље. Титулу светског првака из 2017. бранио је италијански пливач Габриеле Дети. Нови светски првак постао је репрезентативац Италије Грегорио Палтринијери који је финалну трку испливао у времену новог европског рекорда 7:39,27 секунди. Сребрну медаљу освојио је члан репрезентације Норвешке Хенрик Кристијансен, док је бронзана медаља припала француском пливачу Давиду Обрију.

## Освајачи медаља
|                             | Резултат |                           | Резултат |                  | Резултат |
|                             |          |                           |          |                  |          |
| Грегорио Палтринијери (ИТА) | 7:39,27  | Хенрик Кристијансен (НОР) | 7:41,28  | Давид Обри (ФРА) | 7:42,08  |

## Званични рекорди
Пре почетка такмичења званични свестки рекорд и рекорд шампионата у овој дисциплини су били следећи:
| Рекорд                                           | Име            | Резултат | Место         | Датум         |
| ------------------------------------------------ | -------------- | -------- | ------------- | ------------- |
| Светски рекорд СР Рекорд светских првенстава РПр | Џанг Лин (КИН) | 3:40,07  | Рим (Италија) | 29. јул 2009. |

## Резултати квалификација
За такмичење у тркама на 800 метара слободним стилом за мушкарце било је пријављено 38 такмичара из 33 земље, а свака од земаља имала је право на максимално два такмичара у овој дисциплини. Квалификационе трке одржане су 23. јула у јутарњем делу програма, са почетком од 11:05 по локалном времену, пливало се у 4 квалификационе групе, а пласман у финале остварило је 8 такмичара са најбољим резултатима.
| Пл. | Група | Стаза | Пливач                | Репрезентација     | Време   | Нап. |
| --- | ----- | ----- | --------------------- | ------------------ | ------- | ---- |
| 1.  | 3     | 3     | Грегорио Палтринијери | Италија            | 7:45,70 | КВ   |
| 2.  | 3     | 6     | Давид Обри            | Француска          | 7:46,37 | КВ   |
| 3.  | 4     | 2     | Џек Маклафлин         | Аустралија         | 7:46,42 | КВ   |
| 4.  | 3     | 5     | Габриеле Дети         | Италија            | 7:46,46 | КВ   |
| 5.  | 4     | 3     | Хенрик Кристијансен   | Норвешка           | 7:46,53 | КВ   |
| 6.  | 4     | 4     | Михајло Романчук      | Украјина           | 7:47,01 | КВ   |
| 7.  | 4     | 1     | Сергеј Фролов         | Украјина           | 7:47,25 | КВ   |
| 8.  | 3     | 2     | Суен Јанг             | Кина               | 7:48,12 | КВ   |
| 9.  | 4     | 7     | Антон Ипсен           | Данска             | 7:48,74 | НР   |
| 10. | 3     | 7     | Јан Мицка             | Чешка              | 7:48,93 | НР   |
| 11. | 4     | 5     | Зејн Грот             | Сједињене Државе   | 7:50,14 |      |
| 12. | 4     | 8     | Дамијен Жоли          | Француска          | 7:50,30 |      |
| 13. | 2     | 4     | Војћех Војдак         | Пољска             | 7:50,64 |      |
| 14. | 4     | 0     | Мак Хортон            | Аустралија         | 7:52,65 |      |
| 15. | 4     | 9     | Нгујен Хуј Хоанг      | Вијетнам           | 7:52,74 |      |
| 16. | 4     | 6     | Џордан Вилимовски     | Сједињене Државе   | 7:53,11 |      |
| 17. | 3     | 4     | Флоријан Велброк      | Немачка            | 7:53,75 |      |
| 18. | 3     | 8     | Иља Дружињин          | Русија             | 7:54,07 |      |
| 19. | 3     | 9     | Акош Калмар           | Мађарска           | 7:54,55 |      |
| 20. | 2     | 6     | Зек Рид               | Нови Зеланд        | 7:57,46 |      |
| 21. | 3     | 1     | Гиљерме Коста         | Бразил             | 7:58,67 |      |
| 22. | 2     | 2     | Димитриос Негрис      | Грчка              | 7:58,99 |      |
| 23. | 3     | 0     | Вук Челић             | Србија             | 7:59,17 |      |
| 24. | 2     | 5     | Феликс Аубек          | Аустрија           | 8:02,26 |      |
| 25. | 2     | 0     | Афлах Правира         | Индонезија         | 8:06,58 |      |
| 26. | 2     | 3     | Марван ел Камаш       | Египат             | 8:07,97 |      |
| 27. | 2     | 8     | Хуанг Гуотинг         | Кинески Тајпеј     | 8:08,76 |      |
| 28. | 2     | 9     | Кристијан Бајо        | Порторико          | 8:08,78 |      |
| 29. | 2     | 7     | Пејџ Адваит           | Индија             | 8:10,35 |      |
| 30. | 1     | 5     | Глен Лим Џун Веј      | Сингапур           | 8:13,02 |      |
| 31. | 2     | 1     | Ким Вумин             | Јужна Кореја       | 8:14,44 |      |
| 32. | 1     | 4     | Чеук Минг Хо          | Хонгконг           | 8:15,22 |      |
| 33. | 1     | 3     | Хоакин Морено         | Аргентина          | 8:18,24 |      |
| 34. | 1     | 1     | Данијел Јакобс        | Аруба              | 8:22,96 |      |
| 35. | 1     | 2     | Пит Бранденбургер     | Луксембург         | 8:23,99 |      |
| 36. | 1     | 6     | Оли Мортенсен         | Фарска Острва      | 8:24,02 |      |
| 37. | 1     | 7     | Франци Алексија       | Албанија           | 8:33,54 |      |
| 38. | 1     | 8     | Филип Деркоски        | Северна Македонија | 8:35,54 |      |

## Финале
Финална трка је одржана 24. јула са почетком од 20:02 по локалном времену.
| Пл. | Стаза | Пливач                | Репрезентација | Време   | Нап. |
| --- | ----- | --------------------- | -------------- | ------- | ---- |
|     | 4     | Грегорио Палтринијери | Италија        | 7:39,27 | KР   |
| 2   | 2     | Хенрик Кристијансен   | Норвешка       | 7:41,28 | НР   |
| 3   | 5     | Давид Обри            | Француска      | 7:42,08 | НР   |
| 4.  | 3     | Џек Маклафлин         | Аустралија     | 7:42,64 |      |
| 5.  | 6     | Габриеле Дети         | Италија        | 7:43,89 |      |
| 6.  | 8     | Суен Јанг             | Кина           | 7:45,01 |      |
| 7.  | 1     | Сергеј Фролов         | Украјина       | 7:47,32 |      |
| 8.  | 7     | Михајло Романчук      | Украјина       | 7:49,32 |      |